# Phoroncidia nasuta
Phoroncidia nasuta är en spindelart som först beskrevs av O. Pickard-Cambridge 1873.  Phoroncidia nasuta ingår i släktet Phoroncidia och familjen klotspindlar.
Artens utbredningsområde är Sri Lanka. Inga underarter finns listade i Catalogue of Life.